# Garage (film)
Garage è un film del 2007 diretto da Lenny Abrahamson, al suo secondo lavoro dietro la macchina da presa.
La pellicola ha ottenuto un eccellente riscontro dalla critica, vincendo ben 11 premi in diversi festival tra cui Cannes e Torino. La distribuzione debole, in linea con il budget non elevato per la realizzazione di tutta l'opera nel suo complesso, ne ha limitato il successo in termini di pubblico: in Italia, ad esempio, l'incasso nel primo fine settimana di proiezione nelle sale è stato di appena settemila euro.

## Trama
Josie è un uomo bonario con difficoltà di apprendimento che vive e lavora in una stazione di servizio di un piccolo villaggio rurale irlandese. Il proprietario, il signor Gallagher, è un suo ex compagno di scuola che non è interessato alle sorti di questo garage ed è in attesa solo dell'offerta giusta per poterlo vendere. Josie non ha grande cultura, ambizioni, storie d'amore o amicizie in corso o alle spalle, la sua unica "attività sociale" consiste nell'andare a bere della birra in un pub, i cui avventori spesso lo deridono.
L'unico amico del mite benzinaio è un grande cavallo, legato da solo in un campo, a cui Josie parla e regala cibo (di solito mele). Nonostante la sua vita piatta e grigia, Josie è felice e fiducioso che in un giorno non troppo lontano la sua esistenza possa cambiare in meglio. Un giorno Gallagher assume David, il quindicenne figlio della sua fidanzata, come aiutante di Josie e a poco a poco il ragazzone si affeziona a questo nuovo arrivato: un giorno offre un'aranciata e dei biscotti al cioccolato al nuovo collega e insieme guardano il tramonto.
Il protagonista si unisce a David e agli amici di quest'ultimo nella spiaggia vicino ai binari dove, davanti a un fuoco, sorseggiano birra in lattina che proprio Josie ha innocentemente offerto loro: questi rapporti umani, seppur stabiliti con ragazzini minorenni, lo rendono più speranzoso. Una sera trova il coraggio di ballare un lento con Carmel, la negoziante del paesello, di cui pare invaghito: tuttavia durante le danze ha un'erezione e la donna prima si allontana da lui offesa e poi gli dice bruscamente che non ha nessun tipo di attrazione fisica nei suoi confronti.
L'amicizia tra Josie e David procede bene finché un giorno Josie gli mostra un film pornografico su cassetta VHS che il benzinaio ha ricevuto da un camionista che frequenta la sua area di servizio: alla proiezione della pellicola il giovane si sente a disagio e se ne va; tramite la reazione del giovanotto Josie percepisce di aver fatto qualcosa di sbagliato ma nella sua ingenuità non capisce cosa, per cui prova chiarire e lo insegue ma alla fine desiste, pensando forse che la faccenda sarebbe finita lì.
La settima successiva David ritorna ma non si ferma dopo il lavoro, preferendo passare la serata col suo miglior amico Declan, un ragazzo del posto che deride apertamente e disprezza Josie perché è un "disadattato"; tuttavia Josie offre anche a lui una birra. Il giorno successivo la Polizia va a perquisire le stanze di Josie e lo conduce al commissariato perché c'è stato un "reclamo": emerge che David ha parlato con i suoi amici dell'incidente con il video porno e che questa storia sia arrivata alla madre, oltre ovviamente al fatto che offrire alcolici a un minorenne è illegale.
L'imputato ammette le accuse che gli vengono ascritte, ma ribadisce di averlo fatto solo per divertimento e con innocenza: l'agente di polizia, comprensivo, non avendo trovato nulla di compromettente in casa sua lo lascia andare, consigliandogli però di non andare in città e soprattutto di evitare il contatto con David. Josie torna quindi al garage: mentre consuma la sua umile cena, improvvisamente si rende conto di quanto è successo e, profondamente turbato, si mette le mani fra i capelli mentre tutto solo riflette nella sua piccola stanza sul retro del garage.
Il giorno dopo Gallagher torna nel locale di sua proprietà e, anche se non lo dice esplicitamente, fa capire a Josie che la sua esperienza nella stazione è finita. Incapace di dormire quella notte, Josie si veste e si siede sul bordo del letto, poi all'alba va verso il fiume e si posiziona per un po' sulla riva, si toglie le scarpe ben lucidate e le calze collocandole sopra il cappello che indossava mentre era in servizio, infine si tuffa in acqua. Nell'ultima scena il cavallo solitario suo "amico", reso libero, guarda fisso in camera e su questo sguardo l'inquadratura sfuma sullo sfondo nero dei titoli di coda.

## Accoglienza
Garage ha ricevuto una buona accoglienza dalla critica specializzata. In un articolo del The Irish Times venne scritto che "Pat Shortt è una rivelazione nel ruolo da protagonista. Egli apporta al personaggio di Josie una splendida fisicità". La recensione di Screen Daily fu anch'essa positiva: "I tempi comici dell'attore e del regista, nei primi due terzi del film, sono impeccabili". RTÉ ha elogiato il protagonista, che con la sua intensità nell'interpretazione di un disadattato ha reso molto più coinvolgente ogni scena, assegnando al film 4 stelle su 5.

## Riconoscimenti
- Torino Film Festival
  - Miglior film